# Peter Hering
Peter Hering (* 1959) ist ein ehemaliger deutscher Basketballspieler.

## Laufbahn
Hering spielte für den TV 1862 Langen in der 2. Basketball-Bundesliga, 1981 gelang ihm mit den Hessen der Aufstieg in die Basketball-Bundesliga. In Deutschlands höchster Liga trug er dann ebenfalls das Langener Hemd. Nachdem er mit der Mannschaft wieder in die zweite Liga abgestiegen war, gelang 1985 wieder der Gang in die Bundesliga. 1987 schied er aus dem Bundesliga-Kader aus, um sich verstärkt seinem Studium zu widmen.